# Brevipalpus rotai
Brevipalpus rotai är en spindeldjursart som först beskrevs av Castagnoli och Pegazzano 1979.  Brevipalpus rotai ingår i släktet Brevipalpus och familjen Tenuipalpidae. Inga underarter finns listade.